# Erdély TV
Erdély TV, voluit Erdélyi Magyar Televízió (Hongaars voor Transsylvanische Hongaarse Televisie), is een landelijke Hongaarstalige televisiezender in Roemenië voor de Hongaarse minderheid in Roemenië. Erdély TV zendt uit via diverse kabelnetten en is onderdeel van pakketten van een aantal Roemeense satellietproviders.
Erdély TV is gevestigd in Târgu Mureș en begon met uitzendingen op 15 september 2008. De zender is eigendom van de Jenő Janovics-stichting, die mede wordt bekostigd door de Hongaarse overheid. Deze stichting is ook de eigenaar van het radiostation Erdély FM.